# Kazimierz Hącia
Kazimierz Hącia (ur. 19 listopada 1877 w Kępnie, zm. 25 sierpnia 1934 w Owidzu) – polski prawnik i ekonomista, minister przemysłu i handlu w 1919, członek Rady Centralnego Związku Polskiego Przemysłu, Górnictwa, Handlu i Finansów w 1920 roku. Właściciel majątku w Owidzu.

## Życiorys
Był synem Emila oraz Joanny de domo Bullmeyer. Miał pięcioro rodzeństwa. Ukończył gimnazjum w Oleśnicy, następnie studiował prawo i ekonomię w Berlinie i Würzburgu, gdzie uzyskał tytuł doktora prawa i ekonomii. Praktykę zawodową podjął w Berlinie, w różnych instytucjach ubezpieczeniowych. W 1902 r. został skarbnikiem w Zarządzie Banku Przemysłowców w Poznaniu. Od końca 1907 r. przez dwa lata pełnił funkcję kontrolera w zarządzie tego banku. Jesienią 1909 r. na podstawie decyzji Rady Nadzorczej został wybrany kierownikiem Banku Włościańskiego w Poznaniu. Zmienił ukierunkowanie jego działalności z lokat zagranicznych na lokaty krajowe. Za istotne uważał wzmacnianie polskiego mieszczaństwa w zaborze pruskim.
W czasie I wojny światowej  był jednym z głównych autorów rozwinięcia działalności Banku Włościańskiego (od 1917 r. Banku Handlowego w Poznaniu). 
W latach 1907–1914 był miejskim radnym w Poznaniu 

### II Rzeczpospolita[3]
W niepodległej Polsce Hącia został powołany do rządu Ignacego Jana Paderewskiego, utworzonym 16 stycznia 1919 r., jako minister przemysłu i handlu. Podczas jego urzędowania doprowadził do zreorganizowania aparatu urzędniczego w resorcie. Z jego inicjatywy powstały specjalistyczne instytucje, np. Urząd Elektryfikacyjny. 
Był postrzegany jako zwolennik liberalizmu w gospodarce. Choć nie zaliczał się do orędowników znacznych ingerencji państwa, to dopuszczał ograniczony udział władz w przemyśle i handlu w warunkach powojennej pauperyzacji i tworzenia się zrębów odrodzonej polskiej państwowości. Wypowiadał się za stworzeniem państwu warunków samowystarczalności w dostępie do artykułów przemysłowych. 
Z funkcji ministra zrezygnował 12 sierpnia 1919 r. 
Po odejściu z rządu do 1925 kierował Polskim Bankiem Handlowym w Poznaniu, który powstał w 1921 r. na mocy fuzji Banku Handlowego w Poznaniu ze zmagającym się z trudną sytuacją finansową Bankiem Kupiectwa Polskiego. Ponadto był członkiem Centralnego Związku Polskiego Przemysłu, Górnictwa, Handlu i Finansów, zwanego Lewiatanem. 
W 1922 r. podjął próbę czynnego powrotu do polityki u w listopadowych wyborach do senatu, wystartował z listy Polskiego Stronnictwa Ludowego-Piast, lecz nie uzyskał mandatu.
Trzy lata później Hącia zaprzestał działalności w PBH, gdyż rząd Władysława Grabskiego nie zdecydował się wesprzeć banku podczas kryzysu. Decyzję tę tłumaczono oskarżeniami o niewłaściwy zarząd, jaki sprawował Hącia i jego współpracownicy, a w instytucji wprowadzono nadzór sądowy. Po tych wydarzeniach zamieszkał w znajdującym się na terenie powiatu starogardzkiego Owidzu, gdzie posiadał majątek.

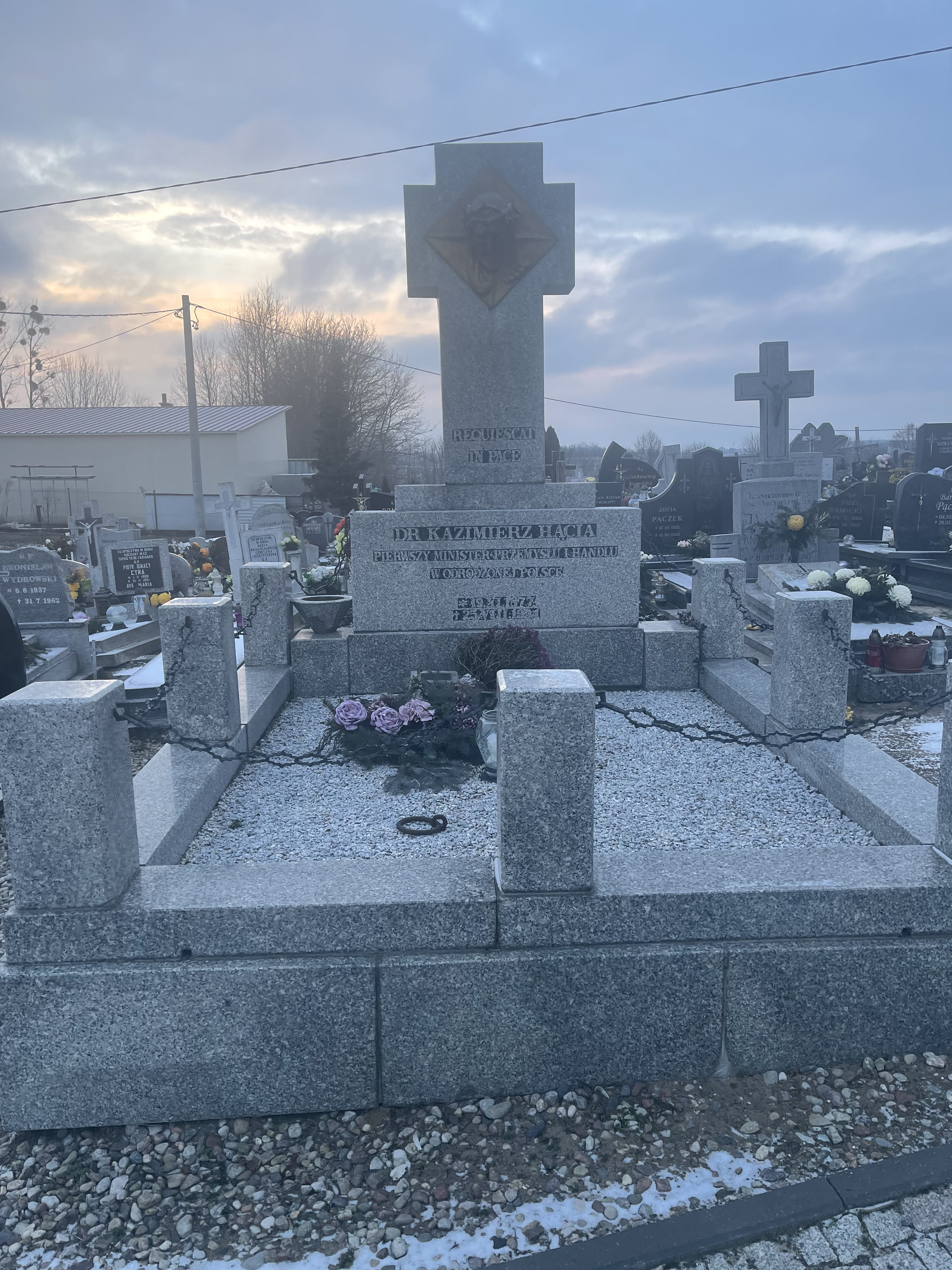
Grób Kazimierza Hącia

Zmarł 25 sierpnia 1934 roku. Został pochowany na Cmentarzu Parafialnym w Jabłowie (B/1/1).

## Odznaczenia
- Krzyż Komandorski Orderu Odrodzenia Polski (2 maja 1924)[6][7]